# Giupponia chagasi
Genre
Espèce
Giupponia chagasi, unique représentant du genre Giupponia, est une espèce d'opilions laniatores de la famille des Gonyleptidae.

## Distribution
Cette espèce est endémique de Bahia au Brésil. Elle se rencontre dans la Serra do Ramalho à Carinhanha dans les grottes Lapa do Boqueirão et Gruta do Zé Bastos.

## Description
La carapace du mâle holotype mesure 1,51 mm de long sur 1,81 mm et l'abdomen 2,22 mm de long sur 2,44 mm.

## Étymologie
Cette espèce est nommée en l'honneur d'Amazonas Chagas.
Ce genre est nommé en l'honneur d'Alessandro Ponce de Leão Giupponi.

## Publication originale
- Pérez-González & Kury, 2002 : « A new remarkable troglomorph gonyleptid from Brazil (Arachnida, Opiliones). » Revista Ibérica de Aracnología, no 5, p. 43–50.